# 日産・ジューク
ジューク（JUKE）は、日産自動車が生産・販売するコンパクトクロスオーバーSUV型の普通乗用車である。サイズとしてはBセグメントに分類される。
かつては北米や日本でも生産・販売されていたが、これらの地域では初代限りで生産・販売が終了となり、キックス（P15型）が後継車種となった。一方、欧州やオーストラリアでは2代目が引き続き生産・販売されている。

## 概要
2010年2月にフランスのムードンで発表された。同年6月9日に日本国内で1.5L FF車の販売が開始され、以降、同年9月に英国で、10月にその他欧州市場で、9月に北米市場で発売された。製造は、日本仕様車および北米仕様車については追浜工場で行われ、2010年8月26日より英国日産自動車製造サンダーランド工場でも生産が立ち上がり、欧州やオセアニア向けの車両はこちらで製造される。
中国市場へは、日産ブランドではなくインフィニティブランドとして投入され、「インフィニティ・ESQ」の名で販売される。インフィニティとしては珍しく、名前がQやGで始まるモデルではない。なお2021年現在、欧州版2代目ジュークをもとにした2代目ESQはない模様。
2009年3月に開催されたサロン・アンテルナショナル・ド・ロト（ジュネーブショー）で発表されたコンセプトカー、カザーナの量産・市販バージョンであるが、コンセプトカーのカザーナよりもジュークの方が先に完成しており、ジュークをショーで展示するに当たって修正を施したものがカザーナであるという。

## 初代 F15/NF15/YF15型（2010年 - 2019年）

### メカニズム
プラットフォームには、Bプラットフォームが採用された。サスペンションはベースとなったキューブ同様フロントにカヤバ工業製ストラット式サスペンションを、リアにトーションビーム式サスペンション（4WDはマルチリンク式サスペンション）を採用するが、リアサスペンションに関しては剛性を高めるため、2WD・4WDともC25型セレナと共通のものが採用されている。また、燃料タンクは他のBプラットフォーム採用車種よりも容量の多い52Lを確保している。リアブレーキはHR15DE型エンジン搭載車のみドラム式で、それ以外はディスクブレーキが奢られる。

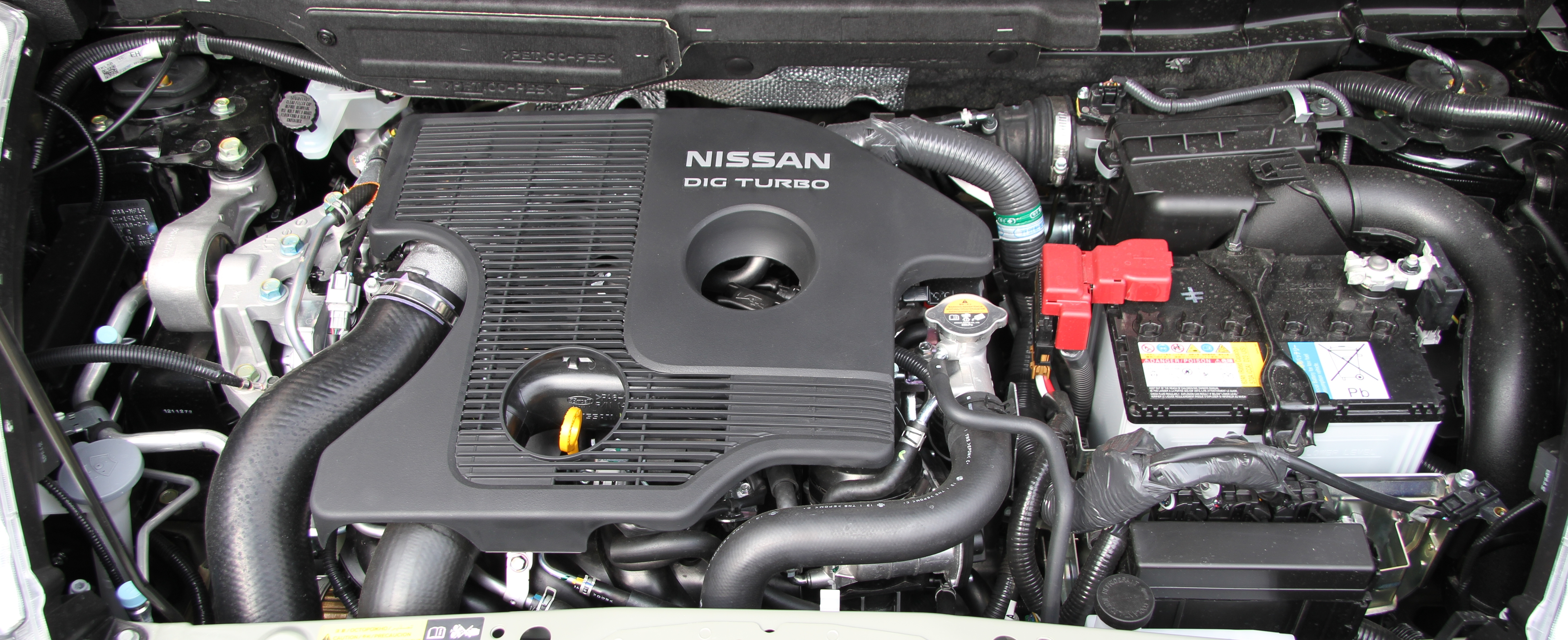
16GT FOUR Type V エンジンルーム

エンジンは、日本仕様車には当初、量産車としては世界初のデュアルインジェクターを採用した改良型直4 1.5L NAのHR15DE型エンジンのみ設定されたが、2010年11月2日に新開発の直4 1.6L 直噴ターボエンジンのMR16DDT型エンジンを搭載した「16GT」とその4WD版である「16GT FOUR」が追加された。
なお、欧州仕様車には直4 1.6L NAのHR16DE型エンジンとMR16DDT型エンジン、および直4 1.5L K9K型ディーゼルエンジンの3機種が用意され、北米仕様車にはMR16DDT型のみが用意される。4WD車はMR16DDT搭載車のみに用意され、四輪駆動システムには左右輪のトルク配分を調節することを可能とした新開発のトルクベクトル付ALL MODE 4x4-iが採用されている。また、日本仕様車および欧州仕様車については全エンジン搭載車にそれぞれFFモデルが設定されている。
トランスミッションは、日本仕様車はCVTのみの設定で、欧州仕様車にはFFモデルの全車にMTが、HR16DEおよびMR16DDT搭載車にCVTが用意されている。このうち、HR15DEおよびHR16DE搭載車には、日産製のモデルとしては初めてジヤトコ製の副変速機付CVTが採用されており、MR16DDT搭載車にはエクストロニックCVT-M6が採用される。
2013年より発売を開始した台湾市場においてはHR16DEとMR16DDTの2種、韓国市場においてはMR16DDTのみを用意するが、台湾仕様は前者はFFで後者は4WDとなり、韓国仕様については4WDのみとなる。いずれもトランスミッションはエクストロニックCVTのみ。台湾市場向けはサンダーランド工場製造分、韓国市場向けは追浜工場分が供給される。
オーストラリア・ニュージーランド向けはイギリスから輸入されるが、同地で販売されている他の日産車とは異なり欧州仕様のまま(ISO規格)でライトスイッチが左側、ワイパースイッチが右側の配置となっており、リアフォグランプが全車標準装着となっている。
日本仕様についてはHR15DEエンジン搭載車は「平成17年基準排出ガス75%低減レベル（☆☆☆☆）」と「平成22年度燃費基準+15%」を同時に達成、MR16DDTエンジン搭載車は「平成17年基準排出ガス50%低減レベル（☆☆☆）」と「平成22年度燃費基準+10%（4WDは+5%）」を同時に達成した。リアに装着されているエンブレムも異なっており、HR15DEエンジン搭載車には「XTRONIC CVT」エンブレムを装着。MR16DDTエンジン搭載車は販売当初直噴ターボであることを示す「DIG TURBO」エンブレムが装着されていたが、2012年6月の一部仕様変更で「DIG TURBO」エンブレムに替わり、グレードを示す「16GT」のエンブレム（4WD車はさらに「FOUR」も表記）が新たに装着された。2013年8月のマイナーチェンジでHR15DEエンジン搭載車がアイドリングストップを搭載したことによって燃費を向上し「平成27年度燃費基準」を達成。さらに、日産が展開するエンジン進化型エコカー「PURE DRIVE」の車種となったため、リアに装着されていた「XTRONIC CVT」エンブレムは「PURE DRIVE」エンブレムに変更した。
2014年7月のマイナーチェンジではMR16DDTエンジン搭載車を改良し、直噴ガソリンターボエンジンで世界初となるエキゾーストマニホールド触媒通過後のクリーンな排気ガスを冷却した後、ターボチャージャー手前に再循環させるロープレッシャークールドEGRを採用したことでより広範囲でのEGR作動を可能にしたほか、各部の摩擦抵抗の低減や燃焼効率の向上などで燃費を向上。併せて、最大トルクの発生回転域を引き下げたことで発進加速性を高め、トランスミッションをエクストロニックCVT-M7に変更したことでより心地よい走りとなった。
| エンジン  | 排気量 (cc) | タイプ                | 最高出力 (kW (PS)/rpm)            | 最大トルク (Nm (kgfm)/rpm)                          |
| --------- | ----------- | --------------------- | --------------------------------- | --------------------------------------------------- |
| HR15DE型  | 1,498       | 直列4気筒 DOHC        | 84 (114) /6,000                   | 150 (15.3) /4,000                                   |
| HR16DE型  | 1,598       | 直列4気筒 DOHC        | 86 (117) /6,000                   | 157 (16.0) /4,000                                   |
| MR16DDT型 | 1,618       | 直列4気筒 DOHC ターボ | 140 (190) /5,600 147 (200) /6,000 | 240 (24.5) /2,000 - 5,200 250 (25.5) /2,400 - 4,800 |
| K9K型     | 1,461       | 直列4気筒 ディーゼル  | 81 (110) /4,000                   | 240 (24.5) /1,750                                   |

### デザイン

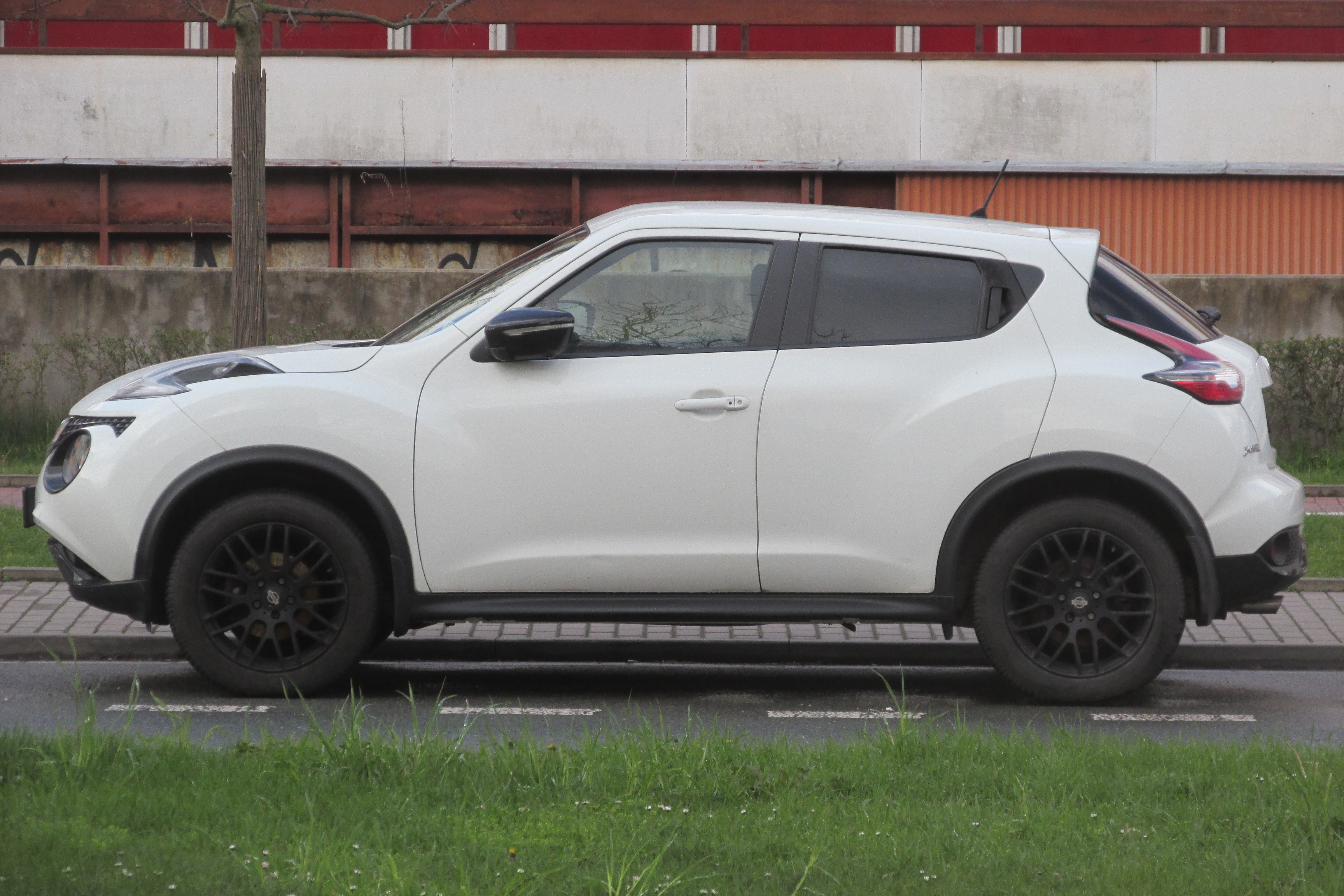
サイドビュー

クーペとSUVを融合させたようなエクステリアデザインが特徴。デザインは内外装ともに日産デザインヨーロッパ（Nissan Design Europe: NDE）と日産グローバルデザイン本部 （Nissan Global Design Center: NGDC）の共作で、同社のスカイラインクロスオーバーを髣髴とさせる強い傾斜が特徴である。そのうねるようなボディラインは、1960年代から1970年代にかけて流行した「コークボトルスタイリング」を現代的に解釈したようにも見える。個性的なフロントマスクを印象付けるヘッドランプは大きく湾曲したグリルの下端の下にあり、ラリーカーの大型フォグランプをイメージしたものである。テールランプとフロントターンレンズ（2014年のマイナーチェンジ以降のモデル）の形状にはZ34型フェアレディZなどと同様にブーメラン型がとられている。ウィンドウ形状はレーシングヘルメットのバイザーを模している。また、リアのドアノブをボディではなくCピラー上にレイアウトすることで2ドアクーペ風に見せ、スポーティさを強調している。

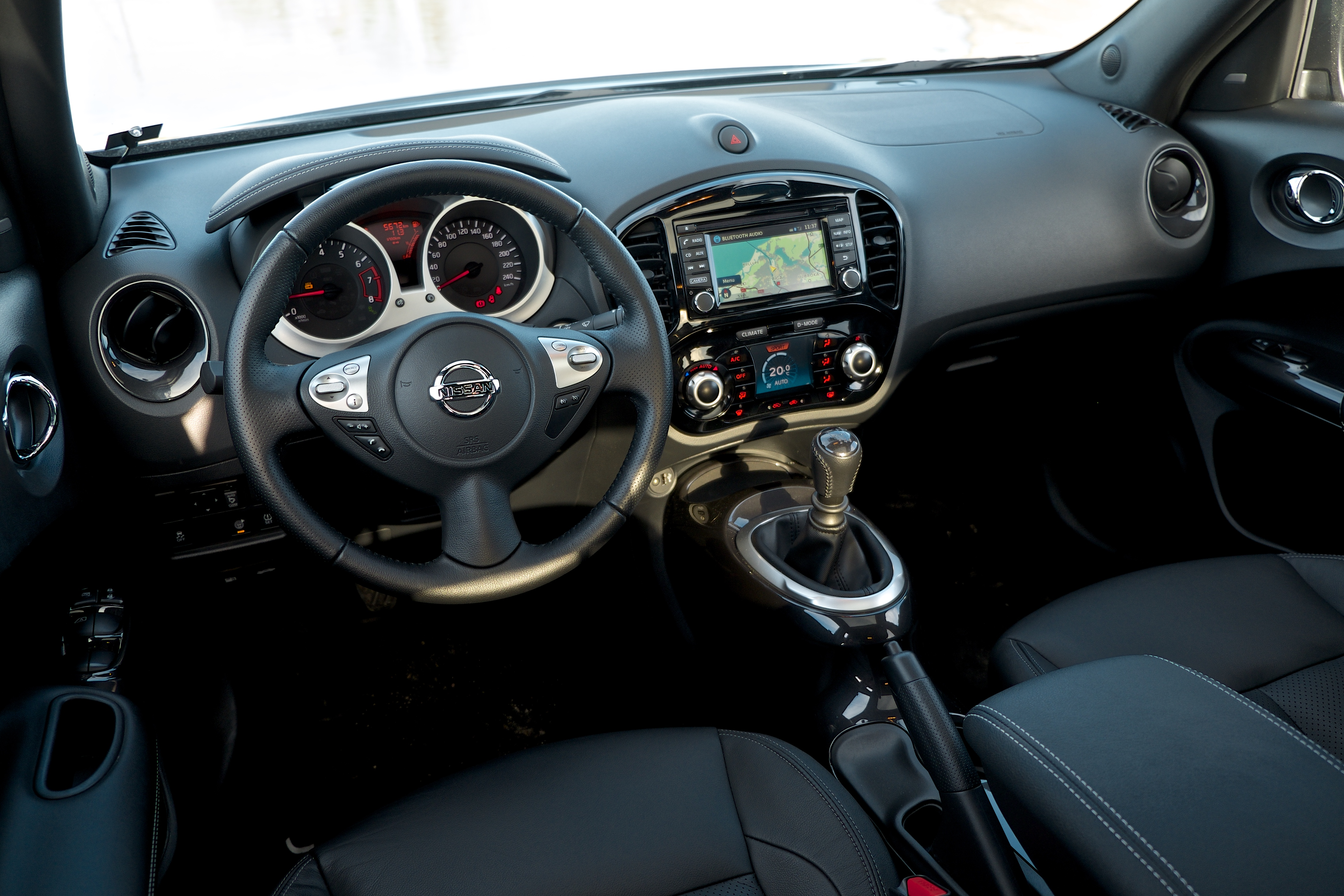
インテリア（左ハンドル仕様）

インテリアはNDEの案をベースに、NGDCが量産性や生産コストを加味して開発した。センターコンソールはバイクのタンクをイメージしてデザインされ、随所を赤もしくは黒で仕上げることでスポーティさと使い勝手を両立させた。インストルメントパネルにはタコメーターとスピードメーターの間に、リアルタイム燃費、オドメーター、トリップメーター水温計を表示する小型ディスプレイがある。さらに上級車種のコンソールにはエアコン操作スイッチとドライブモード切替機能を兼ねた多目的ディスプレイ「インテリジェントコントロールディスプレイ」を導入している。後部座席は60/40分割で、大きな荷物を運ぶために独立して折りたたむことができる。
日産自動車ホームページでは「コンパクトカー」と「SUV」の両方に分類されていた。

### ラインアップ

#### 日本仕様車
当初、日本仕様車には下から「15RS」と「15RX」の2グレードのみが用意され、いずれにも16インチフルホイールカバーが装着された。15RXは、15RSの装備に加えてオートライトやプライバシーガラス、インテリジェントコントロールディスプレイが追加装備された。2010年11月にはMR16DDT型エンジンを搭載したFFモデルの「16GT」および同じく4WDモデルの「16GT FOUR」が追加され、「15RX」の装備に加えてVDCが装備され、17インチアルミホイールが装着された。2011年5月には特別仕様車「15RS Type V」、「15RX Type V」が発売され、「15RS Type V」には「15RS」をベースにプライバシーガラスが標準装備され、「15RX Type V」には「15RX」をベースにインテリジェントキーシステム・プッシュエンジンスターターおよびフロントフォグランプが標準装備された。2012年6月の仕様向上では「15RS Type V」、「15RX Type V」がベースグレードに替わってカタロググレードに昇格し、「16GT」、「16GT FOUR」はインテリジェントキーシステム・プッシュエンジンスターター、フロントフォグランプを新たに装備し、「16GT Type V」、「16GT FOUR Type V」に改名された。
「15RS Type V」および「15RX Type V」発売同日にはオーテックジャパンによる特別仕様車「アーバンセレクション」が発売された。このモデルには「15RX Type V」および「15RS Type V」をベースにガンメタリック塗装の専用フロントグリルやバックドア専用光輝モール、エキゾーストフィニッシャーなどが装着され、さらに専用ローダウンサスペンションを採用したことで全高を1,550mmとし、機械式立体駐車場の利用を可能にした。
2012年6月の仕様向上と同日には、特別仕様車「プレミアムホワイトパッケージ」も発売された。「15RX Type V」、「16GT Type V」、「16GT FOUR Type V」をベースに、フロントセンターコンソールとパワーウィンドウフィニッシャーにはホワイトを、ブラックの本革シートにはホワイトステッチを、ドアアウトサイドハンドルと電動格納式リモコンドアミラーには高輝度シルバーをそれぞれ採用。さらに、17インチ専用アルミホイールも装備された。同時にオーテックジャパン扱いの「アーバンセレクション」は、「15RS アーバンセレクション」を廃止する替わりに、「15RX プレミアムホワイトパッケージ」をベースとした「15RX アーバンセレクション プレミアムホワイトパッケージ」が追加された。
2012年10月にはオーテックジャパン扱いの特別仕様車「15RX アーバンセレクション」にクールブラックのフロントグリル・バックドアモール・17インチアルミホイールを採用した「15RX アーバンセレクション スタイリッシュブラックパッケージ」が発売された。
2013年8月にはマイナーチェンジと同時に特別仕様車「15RX パーソナライズパッケージ」を発売。「15RX Type V」をベースに、クールブラック17インチアルミホイール、ボディカラーに合わせたカラーリングとした電動格納式リモコンカラードドアミラー（ドアロック連動自動格納機能付）とアウトサイドドアハンドルを装備した。専用オプションとして、アルミホイールやボディサイドフィニッシャー、ドアミラーカバー等もカラーコーディネートが可能になっている。ボディカラーは新色の「バッションレッド」と「ナイトベールパープルパールメタリック」の2色のみの設定である。
同年12月には特別仕様車「プレミアムパーソナライズパッケージ」を発表。既存の「パーソナライズパッケージ」よりも更にプレミアム感を演出した仕様で、「15RX Type V」・「16GT Type V」・「16GT FOUR Type V」をベースに、アウトサイドミラーとアウトサイドドアハンドルに高輝度シルバー、フロントセンターコンソールとパワーウィンドウフィニッシャーにグロスブラックをそれぞれ採用するとともに、専用17インチアルミホイールを装備。ボディカラーはR34型スカイラインGT-Rに採用されていた「ミッドナイトパープルIII」を再現し、見る角度や光り方により、青紫・赤紫・赤・オレンジの4色がダイナミックに変化する特別設定色「ミッドナイトパープルIV」を採用した。300台の限定販売である。併せて、同年8月に発売した「パーソナライズパッケージ」には「15RS Type V」をベースにした「15RS パーソナライズパッケージ」を追加した。
2014年7月のマイナーチェンジでは、グレード体系を発売当初の名称である「15RS」・「15RX」・「16GT」・「16GT FOUR」に戻し、新たに、特別仕様車「パーソナライズパッケージ」を発展させる形で、エクステリアとインテリアの色のコンビネーションから90パターンを選べる「パーソナライゼーション」を「15RS」を除く全グレードに設定された。このモデルでは、ボディカラー以外にメーカーオプションで色を選択できるパーツを設定し、外観のドアミラー・ドアハンドルセットは4色から、内装のセンターコンソール・各種トリム・シート地セットは3色からそれぞれ選択できるようにしたほか、パーツをディーラーオプションにも設定し、クルマの個性を更に高めたいユーザーの要望にも応えられるようになっている。さらに、キューブやリーフに設定されている創立80周年記念の特別仕様車「80th Special Color Limited」がジュークにも設定された。「15RX」をベースに、16インチフルホイールカバーとサイドターンランプ付電動格納式リモコンドアミラー（ドアロック連動自動格納機能付）にブロンズカラーを、フロントのアウトサイドドアハンドルにメッキをそれぞれ採用。ボディカラーは日産を代表するスポーツカーであるGT-RやフェアレディZの歴代モデルに採用したヘリテージカラーを引き継いだ車体色を設定しており、1972年のフェアレディ240ZGに設定されていた「グランプリマルーン」を引き継ぐ「プレミアムディープマルーンパール」、1969年のフェアレディZ432に設定されていた「グランプリオレンジ」を引き継ぐ「プレミアムサンフレアオレンジ2コートパールメタリック」、1999年のスカイラインGT-R Vスペック R34に設定されていた「ベイサイドブルー」を引き継ぐ「オーロラフレアブルーパール2コートパール」の3色に、白系の「ブリリアントホワイトパール3コートパール」を加えた4色を設定する。
2015年11月には、仕様向上と同時に特別仕様車「15RX Vセレクション」と「ドレスアップ」を発売した。「15RX Vセレクション」は「15RX」をベースに、フォグランプ、サイドターンランプ付電動格納式リモコンカラードドアミラー（ドアロック連動自動格納機能付）、プッシュエンジンスターター、インテリジェントキー、17インチアルミホイール（シルバー）、エンジンイモビライザーを特別装備しており、ベース車同様に「パーソナライゼーション」も設定されている。なお、オーテックジャパン扱いの「アーバンセレクション」は「15RX Vセレクション」ベースとなり、「15RX Vアーバンセレクション」に改名した。「ドレスアップ」は「16GT」・「16GT FOUR」及び特別仕様車「15RX Vセレクション」をベースに、「アズライトブルーパール」と「ブリリアントシルバーメタリック」を組み合わせた専用2トーンカラーを採用するとともに、センターコンソールとウィンドウスイッチフィニッシャーにライトシルバーの専用内装色を設定。さらに、「15RX Vセレクション ドレスアップ」は17インチアルミホイールが「16GT」・「16GT FOUR」と同じデザインに変更される。
その翌月には特別仕様車「15RX AAAエディション」を発表した。「15RX Vアーバンセレクション」をベースに、MOD（移動物検知）機能付アラウンドビューモニター、ディスプレイ付自動防眩式ルームミラー、「パーソナライゼーション」専用ブラック17インチアルミホイール、AAA専用ホイールステッカー、日産オリジナルナビゲーションMC314D-W（メモリータイプ）を特別装備し、AAAロゴ入りキーホルダーも付帯される。また、「パーソナライゼーション」全バリエーションの中から、音楽グループのAAAのメンバー7人がそれぞれ選んだ7パターンの組み合わせが用意されており、7パターンそれぞれでボディカラーが異なる。300台の限定販売、ベース車同様にオーテックジャパン扱いで、持ち込み登録となる。

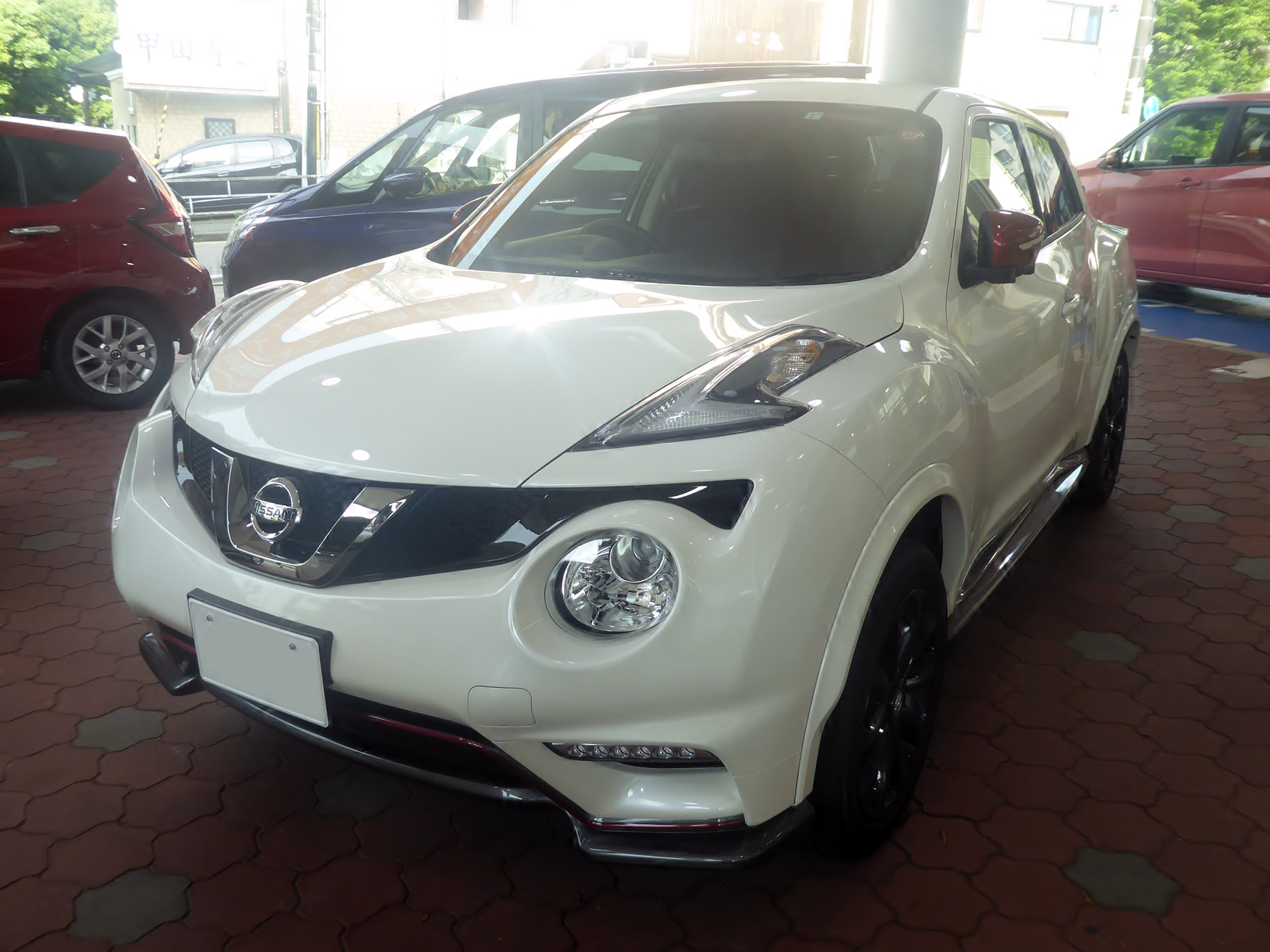
15RX VセレクションStyle NISMO（日本仕様）

2018年8月に追加発売された「15RX VセレクションStyle NISMO」は、「15RX Vセレクション」の2WD車をベースに、フロントフェイス（グリル・バンパー）やリアバンパーなどをNISMO専用仕様に変更するとともに、NISMO専用のサイドシルプロテクターなどを装備。また、インテリジェント アラウンドビューモニター、キセノンヘッドランプ、ディスプレイ付自動防眩式ルームミラーを装備した「アラウンドビューモニターパッケージ」も設定される。なお、「15RX Vセレクション」で設定されているフォグランプが未設定となる。
業務用車は、当初から個人オーナーを想定して開発したことに加え、積載量もADの方がはるかに上回っているため、鹿児島市立病院のドクターカーなどのごく僅かな例にとどまっている。
2019年11月、一部の自動車誌により2019年をもって生産終了予定であることが報道され、同年9月に欧州向けで発表された2代目は日本市場へ導入されないことが分かった。

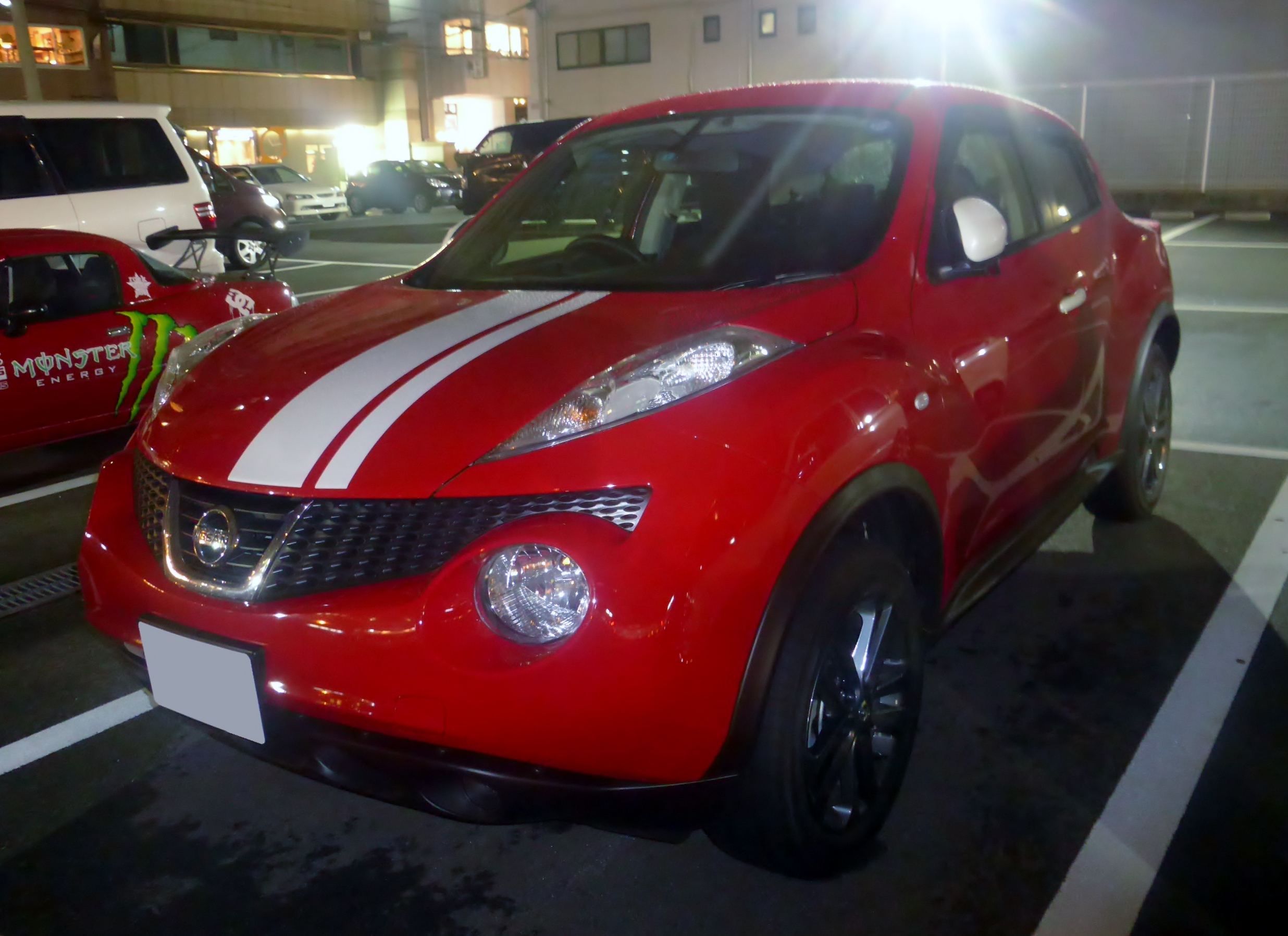
日本仕様2010年6月販売型 15RX パーソナライズパッケージ　フロント
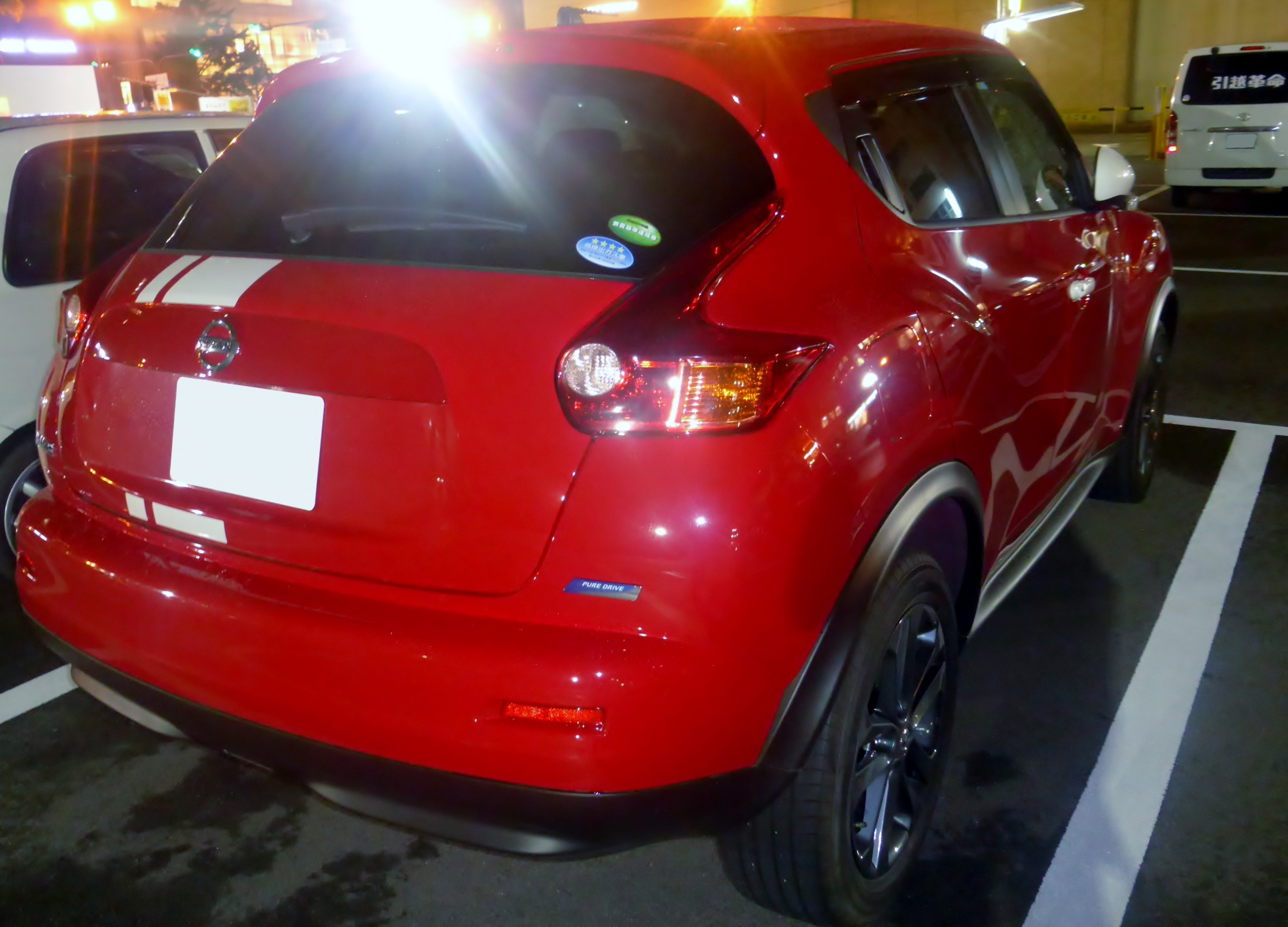
日本仕様2010年6月販売型 15RX パーソナライズパッケージ リヤ
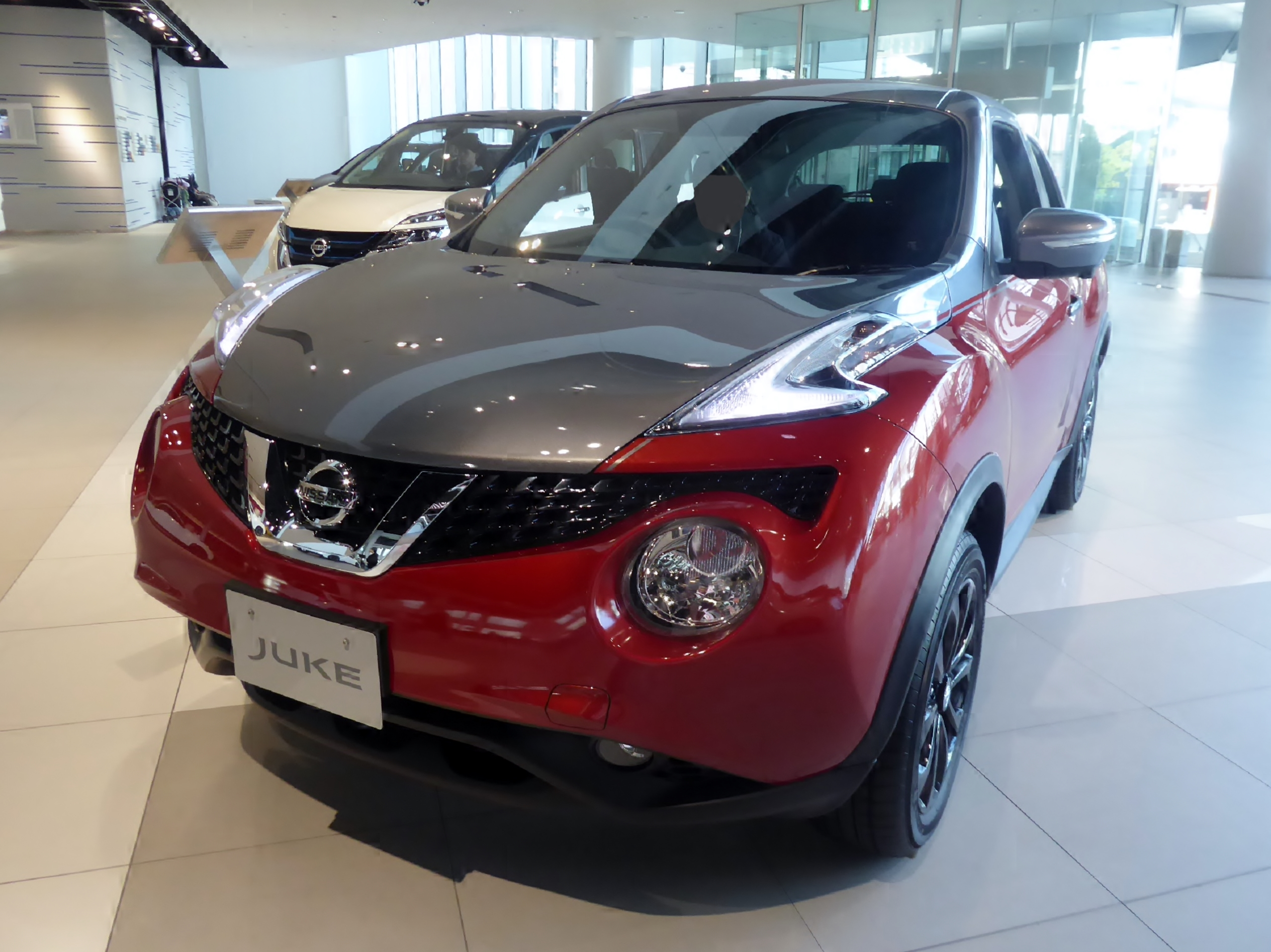
日本仕様2014年7月改良型　15RX Vセレクション　ドレスアップ　フロント
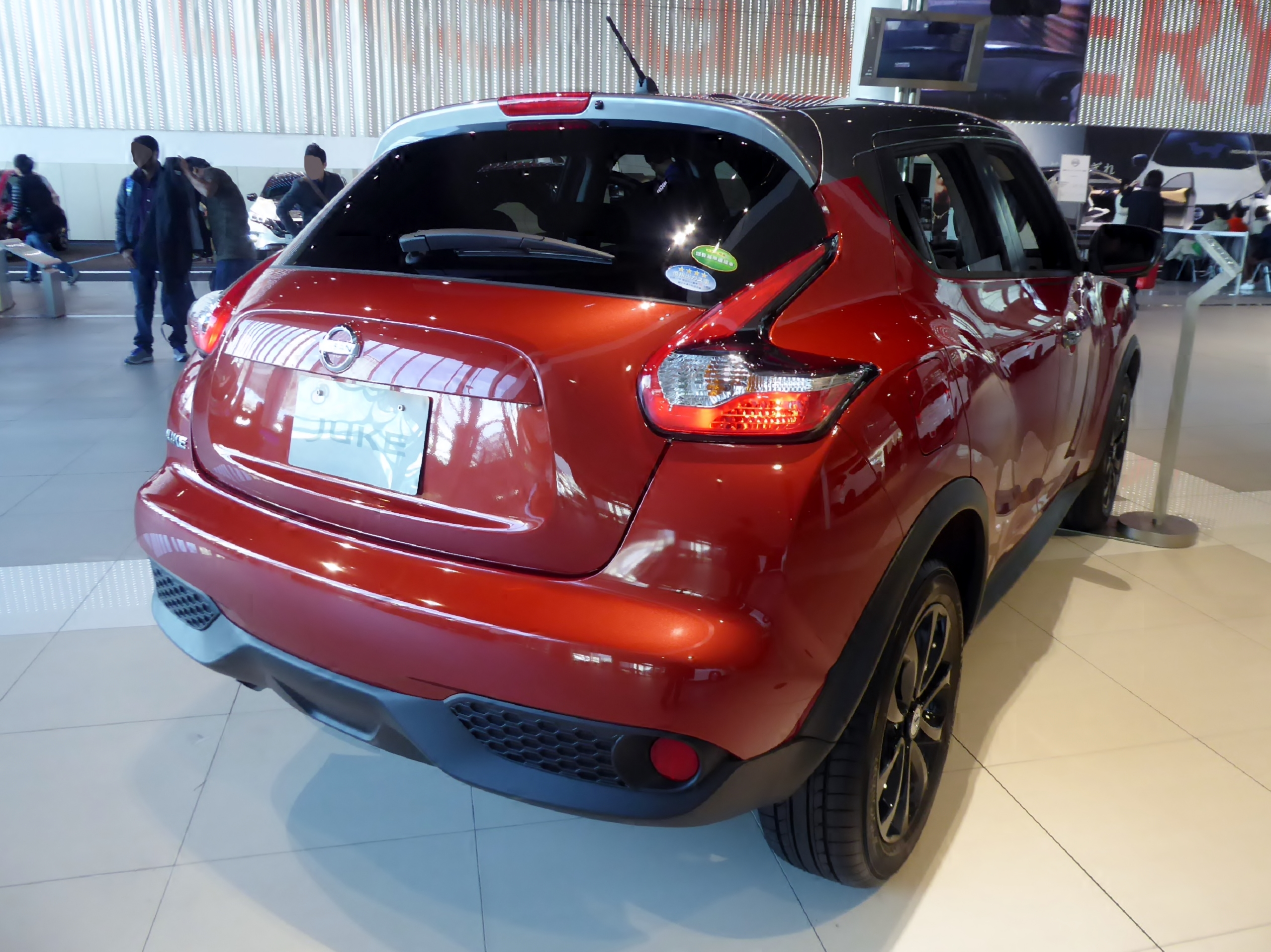
日本仕様2014年7月改良型　15RX Vセレクション　ドレスアップ　リヤ
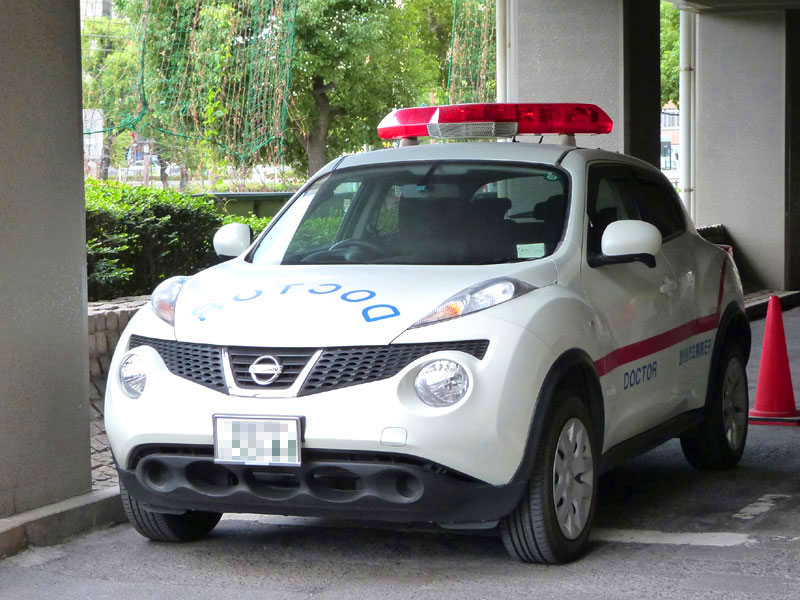
鹿児島市立病院のドクターカー
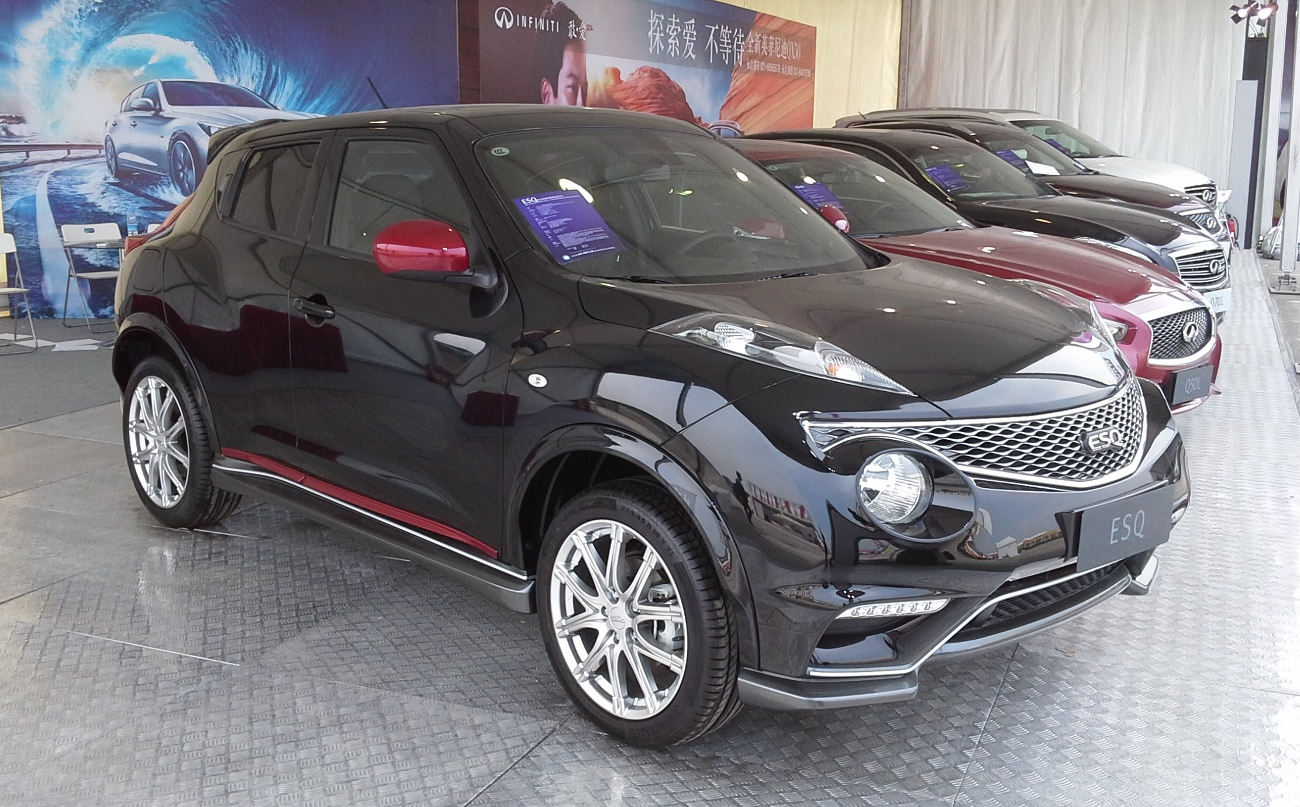
インフィニティ・ESQ フロント
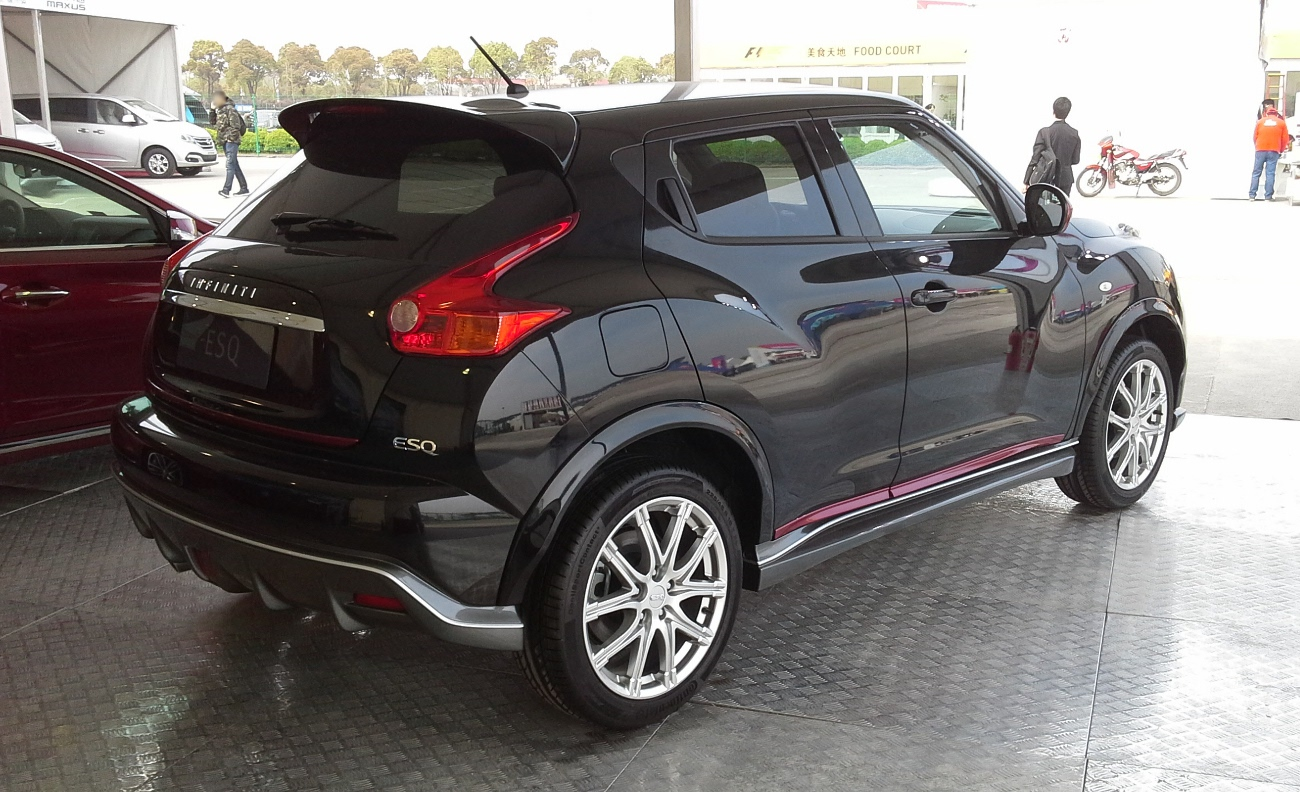
インフィニティ・ESQ リヤ

#### 欧州仕様車
欧州仕様車にはK9K型ディーゼルエンジンを搭載した「1.5 dCi」、HR16DE型エンジンを搭載した「1.6i」、MR16DDT型エンジンを搭載した「1.6i DIG-T」が用意され、「1.5 dCi」には6速MTが、「1.6i」には5速MTおよび副変速機付きCVTが、「1.6i DIG-T」には6速MTおよびエクストロニックCVT-M6がそれぞれ組み合わせられる。下から「Visia」、「Acenta」、「Tekna」の3グレードが用意され、「Visia」にはディーゼルエンジン・6速MTのみが、それ以外はすべてのエンジン・トランスミッションの組み合わせが用意される。廉価グレードの「Visia」のみに16インチアルミホイールが装着され、それ以外には17インチアルミホイールが装着されるが、「Acenta」にはエレガンスアルミホイールが装着され、「Tekna」には日本仕様車と共通デザインのスポーツアルミホイールが装着される。「Acenta」には「Visia」に加えてフォグランプなどが装備され、最上級グレードの「Tekna」には加えてオートライトやインテリジェントキーシステム、雨滴感知式ワイパーなどが装備される。
2011年9月にはジュークの発売1周年を記念して、欧州全体で2,800台限定の特別仕様車「KURO」が発売された。ドアミラーやドアハンドルが黒に塗装され、17インチアルミホイールも黒色のものが装着される。また、2012年1月10日には新たに特別仕様車「SHIRO」が発売された。このモデルにはホワイトセンターコンソールや専用レザーシート、ダークグレーアルミホイール、シルバードアハンドルが装着された。これらはいずれも最上級グレードの「Tekna」をベースとしている。
2012年9月にはミニストリー・オブ・サウンドと共同開発した特別仕様車「JUKE with MINISTRY SOUND」が3,000台限定で発売された。このモデルには専用設計の音響が装備されるほか、外装ではホワイトドアハンドルとホワイトドアミラーが装着される。
2016年6月、N-Connectaをベースにした特別仕様車「Dynamic」が追加。エクステリアカラーはマグネティックレッドとメタリックブラックの2色から選択できる。フロントとリアのバンパーフィニッシャー、ヘッドライト周辺、ドアミラーカバー、印象的な18インチアルミホイールのスポークをレッドで塗装した。
同年9月にはキャシュカイ、エクストレイル、パルサーとともに、N-Connectaをベースにアラウンドビューモニターを搭載した特別仕様車「Nissan Vision」シリーズを発売した。
2017年3月、1,500台限定の特別仕様車「Premium Special Edition」が発売された。フランスのオーディオ会社Focalのスピーカーを搭載し、黒基調のインテリア、スポーツペダル、ラグジュアリーフロアマットが装備される。メタリックブラックとダークグレーの2色から選べ、それぞれフラッグシップグレードのTeknaまたはN-Connectaから選択できる。また、Teknaにはプレミアムレザーシートが、N-Connectaには新デザインのパートレザーシートが装備されている。
9月には特別仕様車「BOSE Personal Edition」が発表された。その名の通りBOSEパーソナルオーディオシステムを搭載しているのはもちろん、通常モデルよりも豪華なサウンド演出にこだわったモデルである。NissanConnectタッチスクリーンインフォテインメントシステムに内蔵されているオーディオ設定のBOSEパーソナルスペース・コントロールを使用して、スピーカーからのサウンドをドライバーの好みに合わせてカスタマイズできる。専用16インチアルミホイールを標準装備し、新たにカスタムツートーンカラーを採用した。フロントドアのBピラーにBOSEパーソナルバッジが付けられる。このBOSE Personal Editionの販売に合わせる形で、ジュークNISMOとNISMO RSの生産は終了した。

#### 北米仕様車

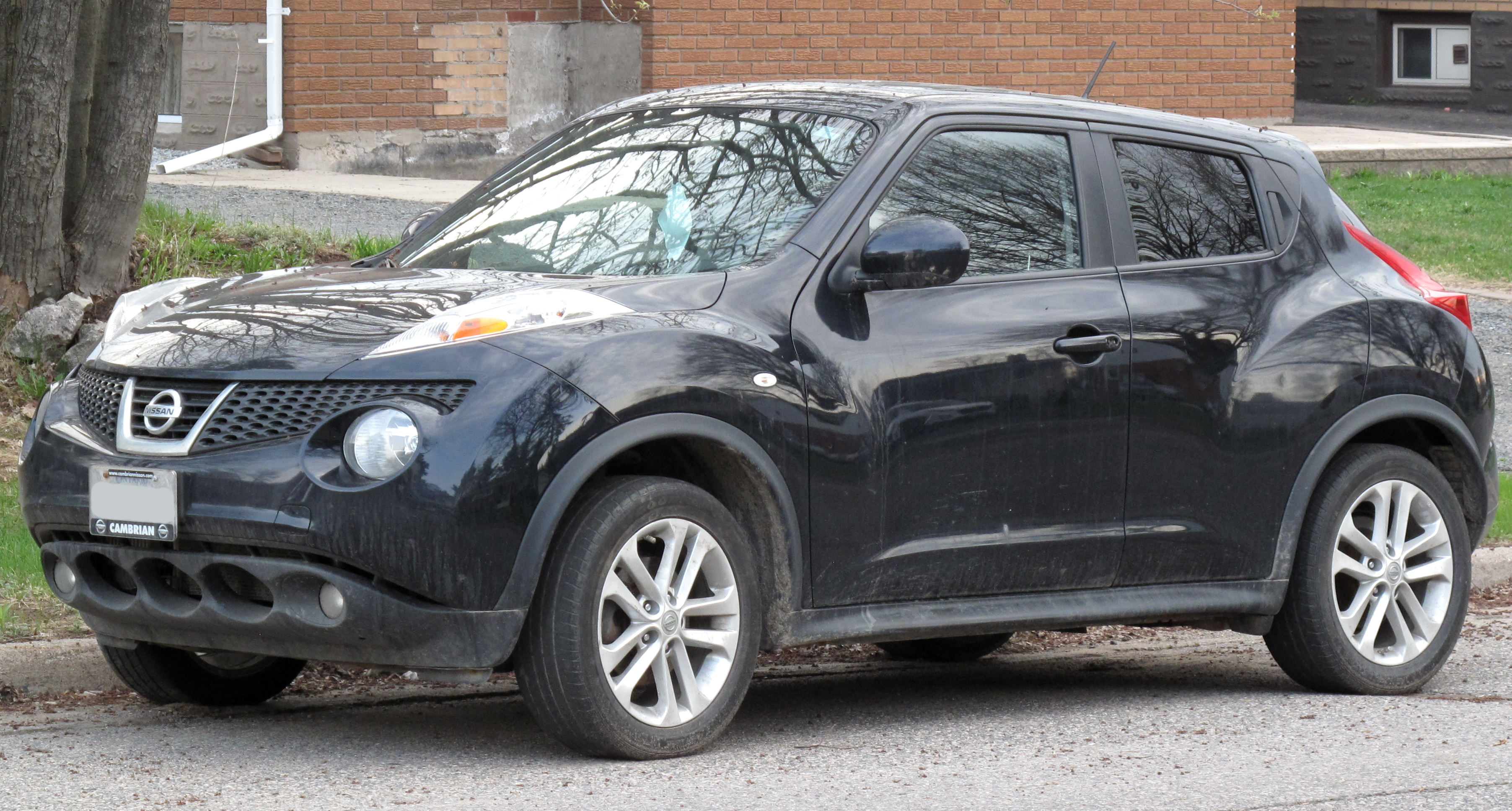
カナダ仕様車 SL

米国仕様車には下から「S」、「SV」、「SL」の3グレードが用意され、いずれもMR16DDT型エンジンが搭載され、CVTが組み合わせられるが、インテリジェントコントロールディスプレイが装備されない。「SV」と「SL」のFF車には6速MTがオプションで設定されている。駆動方式は、すべてのグレードにFFと4WDが用意される。中間グレードの「SV」には「S」に加えてインテリジェントキーシステムやサンルーフなどが装備され、最上級グレードの「SL」には加えてオートライトやフォグランプ、カーナビゲーションシステム、レザーシート、USBポート、リアビューカメラなどが装備される。2018年3月、北米市場向けのラインアップから消滅した。
カナダ仕様車には下から「SV」、「SL」の2グレードが用意され、いずれもMR16DDT型エンジンが搭載され、AWD車にはCVTが標準装備で組み合わせられるほか、FF車には6速MTが標準で、CVTがオプションで設定されている。駆動方式は、すべてのグレードにFFとAWDが用意される。全グレードで、ステアリング上にBluetooth接続のハンドフリーフォンとオーディオコントロールのボタン操作と日本仕様車のSパックに相当するカーテンエアバッグシステムが標準装備となっている。上級グレードの「SL」には「SV」に加えてインテリジェントキーシステム、フォグランプ、オートエアコン、サンルーフなどが装備され、カーナビゲーションシステム、アップグレードスピーカー、レザーシートなどがパッケージでオプションとして選べる。
2012年8月、S、SV、SLをベースにした「Midnight Edition」が登場。専用の17インチブラックホイール、サファイアブラックのリアルーフスポイラー、サファイアブラックのミラーキャップを備えている。これらはアクセサリーとして個別に購入することもできるが、このパッケージそのもので購入すると購入費を大幅に節約できる。
2015年8月、SVをベースにした特別仕様車「Stinger Edition by Color Studio」が発売された。ボディカラーはイエロー基調で統一し、黄色のアクセントとステッチが入ったシートと布製ドアトリムを装備する。
2016年11月には特別仕様車「Black Pearl Edition」が発表された。これはSVをベースにカスタムしたモデルで米国で1,000台、カナダで250台限定で販売される。内外装ともにブラック基調でフロントとリアのバンパーフィニッシャー、ヘッドライト周辺、ドアミラーカバー、ドアハンドル、リアスポイラーをホワイトで塗装した。

#### インドネシア仕様車
インドネシア仕様車は、日産モーター・インドネシア（NMI）が現地で組み立て、RXとRedの2つのトリムレベルが用意される。どちらのトリムもHR16DE型エンジンを搭載し、CVTのみの設定となる。インドネシアでのみ販売されるRedモデルには、ルーフスポイラー、異なるグリルカラー、より大きなオーディオディスプレイ画面が追加されている。2015年2月12日、日産モーター・インドネシアは「Revolt」トリムをラインアップに追加し、インドネシア仕様車にマイナーチェンジを導入した。2014年から2017年にかけて、現地生産のジュークをタイに輸出した。2018年9月に生産を終了。

#### NISMO
日本仕様車は2013年2月19日に発売され、欧州仕様車も2013年初頭に発売される。予約受付開始は同年2月1日。第42回東京モーターショー（2011年開催）で発表された高性能スポーツモデルであり、NISMOブランド戦略の第1弾として登場した。「16GT FOUR Type V」をベースに、フロントバンパーは両サイドをワイド化し、専用のハイマウントストップランプ付のルーフスポイラーを装着することにより空気抵抗を低減すると共にダウンフォースを向上したことで走行安定性を高めた。インテリアは黒を基調として随所にレッドを用いた専用インテリアを採用。
エンジンはターボチャージャーの過給圧制御にチューニングが施され、出力・トルク共に高め、エクストロニックCVTは7速マニュアルモードのギア比をクロスレシオ化された。さらに、18インチワイドタイヤ+専用18インチアルミホイールや欧州でチューニングされた専用サスペンションの採用によりハンドリング性能・乗り心地・高速安定性のトータルバランスを高めた。その他、キセノンヘッドランプや運転席・助手席SRSサイドエアバッグシステム、SRSカーテンエアバッグシステム、後席左右アシストグリップも標準装備された。
2014年11月に発表された「NISMO RS」では、「16GT FOUR」をベースに、エンジンはベース車と同じMR16DDT型ながら、ECUのセッティングをさらに改良し、コンロッドベアリングの耐久性を高めることで高回転域でも力強いトルクの持続を可能にする専用チューンを施すことで最高出力を24PS（17kW）、最大トルクを1.0kgf・m（10N・m）向上。エクストロニックCVTは8速マニュアルモード付（エクストロニックCVT-M8）とし、パドルシフトも採用した。ブレーキシステムはフロントブレーキローター径を拡大し、リアにベンチレーティッドディスクを採用するとともに、キャリパー性能やブレーキパッドの耐フェード性なども向上することでスポーツドライビング時の高レベルな制動フィーリングを実現。アルミホイールは「NISMO」同様、18インチにサイズアップしながら、形状最適化によって軽量化された専用品の採用によりばね下重量を軽減した。また、サスペンション、「ALL MODE 4X4-i」のトルクベクトル機能、車速感応式電動パワーステアリングもエンジンの高出力化に合わせてチューニングを施した。シートはRECAROとの共同開発により、NISMO専用チューニングRECARO製スポーツシートを採用した。北米仕様車ではS、SV、SLの段階的な中から選択できる。ニューヨーク・タイムズ紙のレビューは概ね肯定的だったが、「そのスタイリングについて、私はそれを愛しているが、あなたはそれを嫌うかもしれない。（中略）顔は虫の目のようなヘッドランプで占められ、ランニングライトはボンネットの上に膨らみ、ドライバーの視界に入る。夜間には、フロントフェンダーの上に大きな生物発光しているナメクジがくつろいでいるように見える。確かに、私が言っているよりも魅力的だ。」とコメントしている。
2015年11月には、「NISMO」がエクステリアやインテリアを中心に「NISMO RS」との共通装備を多く採用しつつ、エンジンやトランスミッションをベース車の「16GT FOUR」と同じ仕様としたスタイリッシュモデルとして装いも新たに発売された。新仕様の「NISMO」では専用装備として、専用スウェード調シート（nismoロゴ入り、レッドステッチ付）を採用したほか、シフトノブとシフトベース回りの専用フィニッシャーにインテリジェントコントロールディスプレイダイヤルスイッチの専用フィニッシャーと同じ色のダークメタリックを採用。さらに、専用車速感応式電動パワーステアリングや専用サスペンションも搭載した。

#### ジュークR

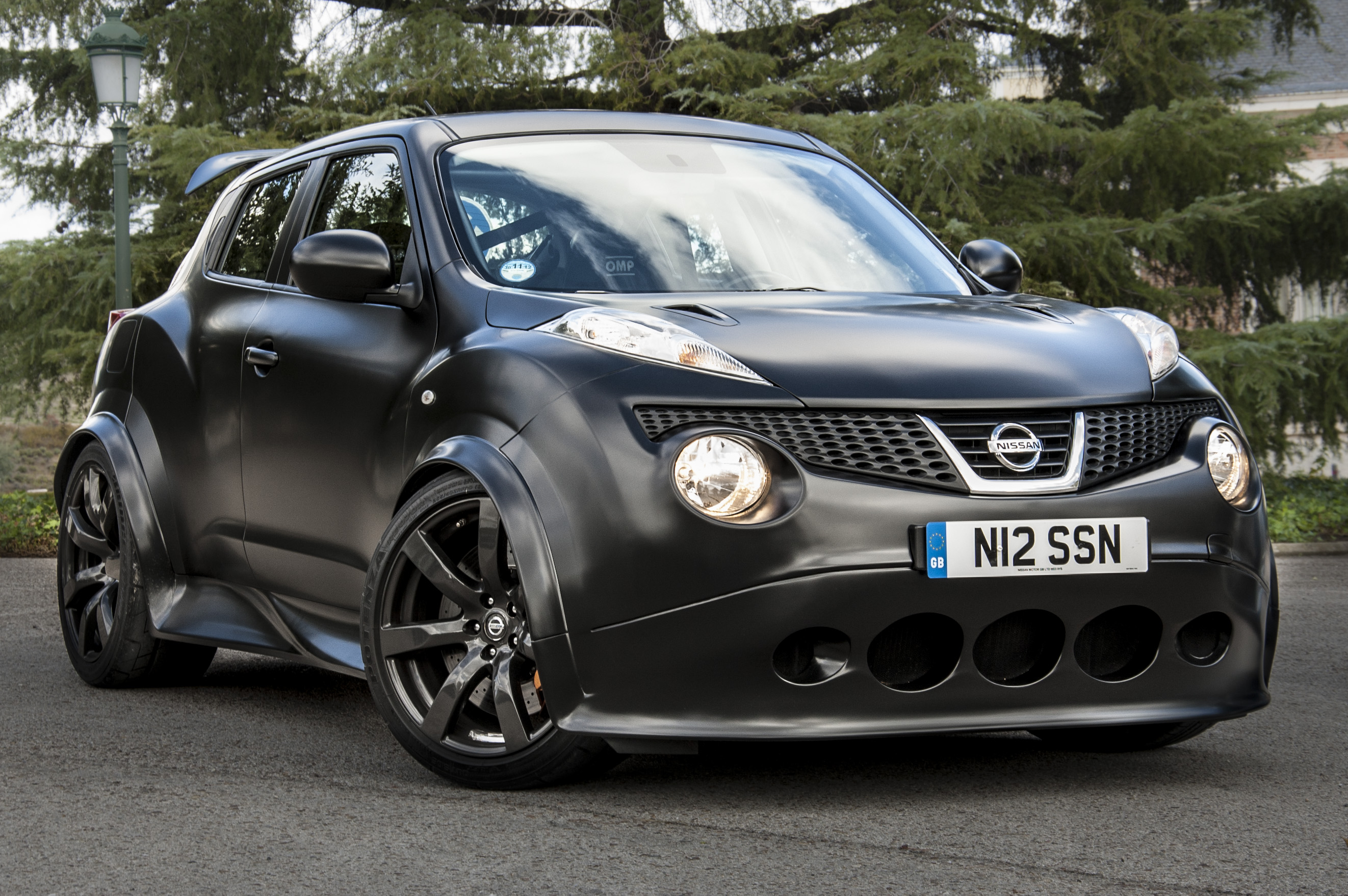
ジュークR

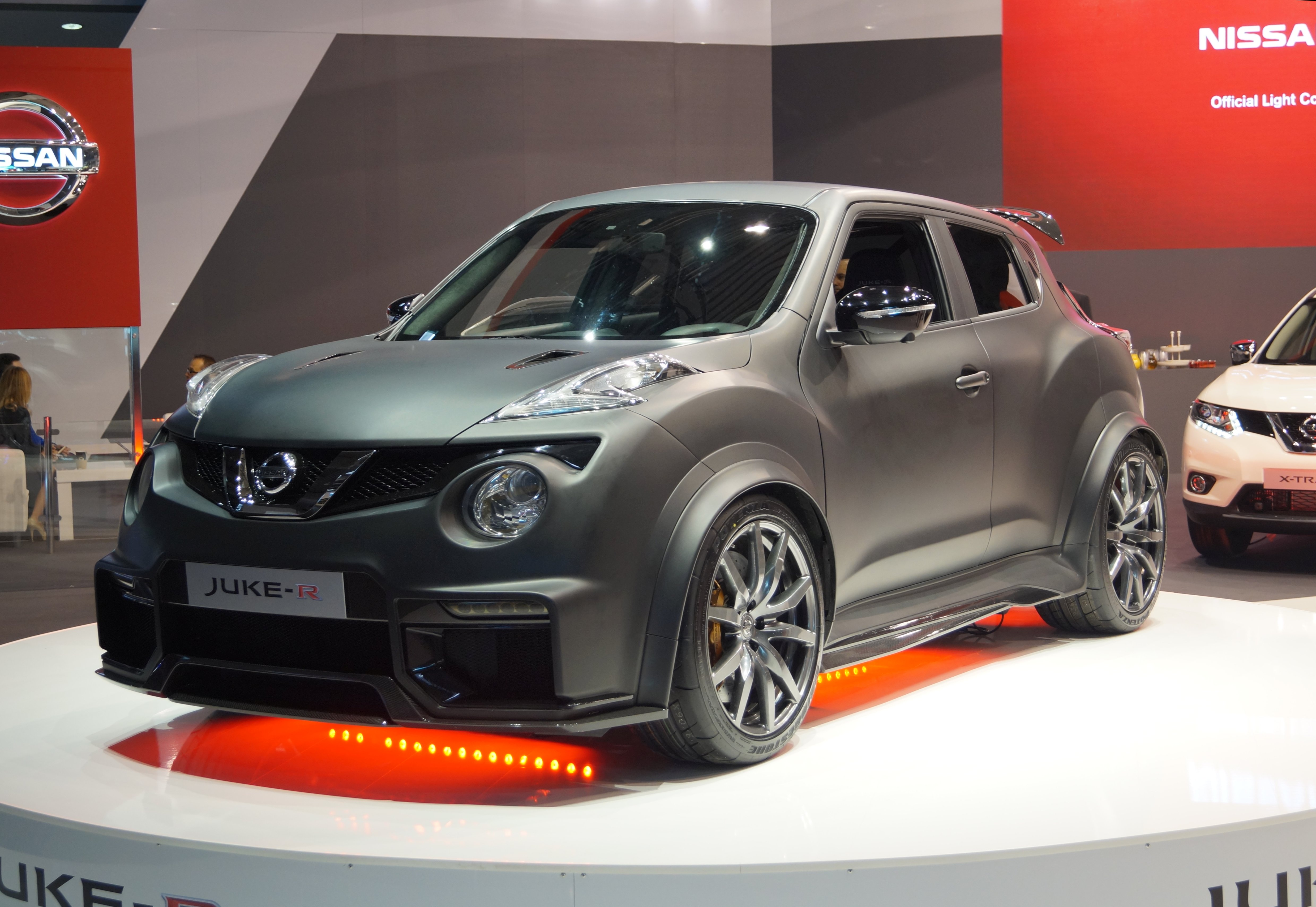
ジュークR 2.0

日産・GT-Rに搭載されていたVR38DETTエンジンをジュークに移植したワンオフモデル。名称は2011年10月4日に正式発表された。同年10月25日、スペインのマラガで開催されたキャシュカイのプレス向けイベントで、イベントの最後にサプライズとして初公開された。
「世界最速のクロスオーバー」を目指し、日産テクニカルセンター・ヨーロッパ主導のもと、レイ・マロック・リミテッド社によって開発された。同社はBTCC（英国ツーリングカー選手権）で日産をタイトルに導いたこともある。生産はチューナーのセバーン・バレー・モータースポーツが担当した。エンジンだけでなくドライブトレインや4WDシステム、ブレンボ製のディスクブレーキやRAYS製アルミホイール、さらにはステアリングやメーター類、マルチファンクションディスプレイなどの内装もGT-Rから移植され、中身はほとんどGT-Rとなっている。エンジンスペックはGT-Rの2010年モデルをベースに専用チューニングが施されている。高出力のエンジンに合わせてボディは強化され、FIAの安全基準を満たすロールケージやバケットシート、5点式シートベルトが装備されている。また、公道走行に必要な法規を満たすよう設計されている。
ワンオフモデルの走行性能は、0-100km/h加速が3.7秒、最高速度が257km/h。通常のジューク（4WD、欧州仕様）の走行性能が、0-100km/h加速8.6秒、最高速200km/hなので、大幅にパワーアップしていることがわかる。ちなみに2010年型のGT-Rは0-100km/h加速が3.5秒、最高速度が311km/hとなっている。また、ジュークRがランボルギーニ、フェラーリなどのスーパーカー相手に、圧倒的なパフォーマンスを発揮する動画が動画共有サイトで公開され、高いパフォーマンスをアピールしている。
2012年のドバイ24時間耐久レースでペースカーを務めたこともある。
発表当初は市販化の予定は未定だったが、2012年5月3日、欧州日産がジュークRの限定生産を正式に決定した。市販モデルには2012年型GT-Rのドライブトレインが搭載され、出力が487PSから553PSまで向上する。欧州日産のプレスリリースによると、最初の3台が2012年夏頃にオーナーへ引き渡されるという。当初の予定では、日産は17台ないし23台を生産する予定だったが>、ジュークRは合計5台しか生産されなかった。この5台のうち2台は日産が保管していたため、実際に販売されたのは3台のみであった。
2015年6月25日、グッドウッド・フェスティバル・オブ・スピードにて外装の変更や出力の600PSへの向上などがはかられた発展型である「ジュークR 2.0コンセプト」が披露された。こちらも17台の生産計画があったと言われているが、実際の生産台数はそれよりも少なかった可能性が高い。

#### アドベンチャーコンセプト
市販車ではないが、大阪オートメッセ2019にて参考出品された。正式名称は「JUKE Personalization Adventure Concept」。カスタイマイズが自由にできる「パーソナライゼーション」をベースに、より進化したトルクベクトル付インテリジェント4x4を搭載し、ジュークの特徴である俊敏な操作性を窮めたものである。特に目に付くのは全輪がクローラーで非常に大きなオーバーフェンダーが装着されていることと、蛍光色のグリーンをアクセントとしてマットホワイトとマットブラックの2トーンカラーで彩られている点である。
余談ではあるが、日産は2016年に暗闇で緑色に光るジュークをストリートアートのキャンバスとして提供し、メルボルンの2人のストリートグラフィティアーティストによる作品がホワイト・ナイト・メルボルンにて展示されたことがある。

### 年表
特筆が無い限りは、日本仕様車を中心に書いている。
- 2010年
  - 6月9日 - 販売開始[2]。
  - 1月7日 - 欧州市場で同年10月から販売されることが予告された。欧州市場では、「ノート」と「キャッシュカイ」の中間に位置する[59]。
  - 9月29日 - グッドデザイン賞を受賞した[60]。審査委員によれば、アクの強さがある個性的な外観であると評しながらも、元気が良い印象を表していて力強いタフなイメージが表現されているとコメントしている。インテリアデザインも全体としてアクティブな感じにまとまっていると評価した[11]。
  - 11月2日 -「16GT」、「16GT FOUR」が追加[15]。
- 2011年
  - 5月30日 - 特別仕様車「15RS Type V」、「15RX Type V」並びにオーテックジャパン扱いの「アーバンセレクション」が発売[22]。
  - 10月16日 - 輪廻のラグランジェとコラボした車両が日産グローバル本社ギャラリーで披露[61]。
  - 11月29日 - 第42回東京モーターショーにて「ジュークニスモコンセプト」を公開[62]。
- 2012年
  - 6月19日 - 一部仕様向上および「プレミアムホワイトパッケージ」を追加[23]。
  - 8月7日 - 北米仕様車に「Midnight Edition」が追加。3種の通常グレードにもエクステリアカラーが3色ラインアップされた。SVにはナビゲーションパッケージにリアビューモニターとロックフォード・フォズゲート製ecoPUNCHオーディオシステムが追加された[38]。
  - 10月3日 - オーテックジャパン扱いの特別仕様車「15RX アーバンセレクション スタイリッシュブラックパッケージ」が発売[24]。
- 2013年
  - 2月19日 - ジュークNISMOが発売[43]。
  - 8月26日 - マイナーチェンジ[18]。「15RS Type V」・「15RX Type V」・「15RX アーバンセレクション」にアイドリングストップシステムとVDCを新たに搭載（これにより、VDCは全車標準装備となる）。併せて、ボディカラーの見直しを行い、新色2色を含む9色に整理した。同時に、特別仕様車「15RX パーソナライズパッケージ」を発売[18]。同日、新CMに「スター・ウォーズ」シリーズに登場する「ストームトルーパー」を起用することが発表された[63]。
  - 9月23日 - 韓国日産を通じ、10月14日より韓国市場で発売すると発表。エンジンはMR16DDTのみとなる。
  - 10月 - 豪州市場で販売開始。英国日産からの輸入で、グレードはST（1.6Lガソリン 5MT/CVT）、ST-S（1.6Lガソリンターボ 6MT）、Ti-S（1.6Lガソリンターボ CVT 4x4）を展開。
  - 12月2日 - 特別仕様車「プレミアムパーソナルパッケージ」を発表（12月17日販売開始、300台限定販売）[25]。併せて、「パーソナライズパッケージ」には「15RS Type V」をベースにした「15RS パーソナライズパッケージ」を追加した[25]。
- 2014年
  - 5月6日 - 日本仕様車より一足先に欧州仕様車がマイナーチェンジ。FF車のラゲッジスペースが40%拡大。NissanConnectとNissan Safty Shield、ダイナミックコントロールシステムといった安全装備が充実した。カラーバリエーションは10色に拡張した[64]。
  - 7月9日 - 北米仕様車がマイナーチェンジ。「Juke Color Studio」が発表された。リアビューモニター、プッシュボタンスタート付きインテリジェントキー、Bluetoothハンズフリー電話システム、ハンズフリーテキストメッセージングアシスタントが全車標準装備。また、より高度なカラーカスタマイズができる「JUKE Color Studio」が発表された。JUKE Color Studioは、さまざまな「カラーパック」を使用してエクステリアとインテリアの両方を好きな色に変更でき、アウトサイドミラーキャップ、サイドシル、リアルーフスポイラー、ドアハンドルにも特別な色のアクセントを付けることができる。インテリアカラーパックは合計12種類から選択できる[65]。
  - 7月14日 - 2度目のマイナーチェンジ（ターボ車は同年9月より販売開始）[26]。フロントのVモーショングリルに立体感を持たせ、ブーメランシェイプのシグネチャーLEDポジションランプとシグネチャーLEDリアコンビネーションランプを採用。ドアミラーもブーメラン型のサイドターンランプを組み込んだ新デザインとなった。装備面ではアラウンドビューモニターのオプション設定が追加（同年9月より開始）され、「15RX」系に設定の「インテリジェントコントロールディスプレイ」にはアイドリングストップ時間と節約した燃料の表示機能を追加。ボディカラーは一部入れ替えを行い、日本国内では初採用となる太陽光に当たると光るパールを配合した「サンライトイエローパール」と「アズライトブルーパール」、漆黒をイメージした「スーパーブラック」を追加した。同時に、特別仕様車「15RX 80th Special Color Limited」を発売[26]。併せて、「NISMO RS」を今秋に発売する予定であることも発表された[26]。
  - 8月29日、成都国際モーターショーでインフィニティ・ESQが発表された[8]。
  - 11月11日 - マイナーチェンジ時に前もって発表されていた「NISMO RS」を公式発表（11月26日販売開始）[45]。
- 2015年
  - 11月18日 - 一部仕様向上。「15RS」を廃止するとともに[注釈 5]、「NISMO」系を除く全車に、エマージェンシーブレーキ（自動ブレーキ）とLDW（車線逸脱警報）を標準装備した[注釈 6]。併せて、特別仕様車「15RX Vセレクション」及び「ドレスアップ」を発売[27]。「NISMO RS」への移行に伴って廃止していた「NISMO」を「NISMO RS」と共通の外内装と専用装備を備えたスタイリッシュモデルとして装いも新たに発売[27]。
  - 12月22日 - オーテックジャパン扱いの特別仕様車「15RX AAAエディション」を発表（2016年1月21日販売開始、300台限定販売）[28]。
- 2016年
  - 7月14日 - 一部改良[66]。オプションパッケージの追加設定を行い、「15RX Vセレクション」にはキセノンヘッドランプと従来は「パーソナライゼーション」専用オプションとなっていたブラック17インチアルミホイールをパッケージ化した「Style Blcakパッケージ」を、「15RX」を除く全グレードにはナビゲーション連動ステアリングスイッチ、リアスピーカー（「15RX Vセレクション」・「15RX Vアーバンセレクション」のみ、その他のグレードは標準装備）、TVアンテナ、GPSアンテナをパッケージ化した「日産オリジナルナビ取付パッケージ」を追加した。
  - 10月27日 - 特別仕様車「ドレスアップ」を一部改良（11月22日販売開始）。本仕様車専用設定の2トーンカラーのバリエーションを拡充し、新たに「プレミアムサンフレアオレンジ2コートパールメタリック/ダークメタルグレーメタリック」を追加。本カラー設定時、17インチアルミホイールはブラックとなる[67]。
- 2018年
  - 3月 - 北米向けの販売を終了。
  - 3月7日 - 欧州仕様車に、16インチと18インチの3種類のホイールとインテリアのカラーバリエーションが新たに追加された。特にTeknaのホイールはカラーインサートの変更が可能である。また、日産独自のオーディオシステム「BOSEパーソナルサウンドシステム」を導入し、運転席のヘッドレストにBOSE UltraNearfieldスピーカーを組み込んでいる。5月から欧州全域で販売を開始した[68]。
  - 5月11日 - 一部改良が発表され、同日より販売が開始された[69]。ハイビームアシストを「15RX（「シンプルパッケージ」を含む）」・「NISMO」・「NISMO RS」を除く全グレードに標準装備された。
  - 8月29日 - 新グレードとして「15RX VセレクションStyle NISMO」が追加発売された[29]。
- 2019年
  - 9月 - 2代目の投入により、欧州向けの生産・販売を終了。
  - 11月17日 - 自動車誌の報道により、日本向けの生産を年内で終える事が判明した[30]。
  - 12月 - 生産終了。以後、在庫のみの販売となる。
- 2020年6月30日 - 日本での販売を終了。この日より販売を開始したP15型キックスが後継車種となる。

## 2代目 F16型（2019年 - ）

### メカニズム
プラットフォームは5代目ルノー・クリオや2代目ルノー・キャプチャーと共通のルノー・日産CMF-Bが採用されており、エンジンルームや足回り部品などにはほぼRENAULTのロゴしかない。ボディサイズを拡大し、高張力鋼板の採用などによりプラットフォームの剛性を高めた。また高張力鋼の恩恵により安定性、パフォーマンス、コーナリング性能が向上しているにもかかわらず、約23kg軽量化されている。
エンジンは1.0L 3気筒直噴ターボエンジンであるHR10DDT型を採用。2022年3月の改良では、ルノー・キャプチャーの1.6L 4気筒ガソリンエンジンを搭載した「ジューク ハイブリッド」が導入された。ハイブリッドパワートレインによって、ガソリンエンジン単体よりも25%高い出力を発揮し、市街地サイクルで最大40%、複合で最大20%の燃料消費量を削減する。また、都市部でエンジンをかけたときの騒音を防ぐために、専用のEVモードスイッチも搭載している。これはバッテリーの充電状態が許す限り、ジューク ハイブリッドは単に電気自動車として動作することが可能である。純粋なEVモードでの最高速度は55km/hに達する。ハイブリッドカーとして、回生ブレーキによる発電システムも備えている。
トランスミッションはグレードにより6速マニュアル又は7速デュアルクラッチトランスミッション（DCT）が組合わせられる。7速DCTにはパドルシフトを備えるほか、3種類（エコ・スタンダード・スポーツ）から切替可能なドライブモードセレクターも装備され、道路環境やドライバーの好みに合わせてエンジンや変速の特性を変えることが可能となった。 ハイブリッドには新開発の低摩擦マルチモーダルギアボックスが採用された。従来のシンクロナイザーリングの代わりにドッグクラッチを使用して、4つの「ICE（内燃機関）」ギアと2つの「EV」ギアをシフトするものであるのだが、基本的には摩擦を減らすためにクラッチを使用せず、始動は100%電動で、2つの電気モーターを組み合わせてギアを同期させ、スムーズでコネクテッドで応答性の高い加速を実現する。さらにリーフと同様に、アクセルペダルで走行をコントロールできる日産の「e-Pedal」ステップシステムが搭載される。e-Pedalのタンはセンターコンソールの電動パーキングブレーキボタンの後ろに配置される。アクセルから足を離すと、適度なブレーキがかけられ（最大0.15g）、ジュークは静かに低速域まで減速する。e-Pedalによって、スムーズでリラックスした運転体験を提供すると同時に、減速することによるバッテリー回生の機会を最大化し、EV体験をさらに向上させることをはかった。

### デザイン
外観は丸型のLEDヘッドランプをはじめ、VモーショングリルとY字型シグネチャーを組み合わせた新フロントデザインを採用。クーペライクなスタイリングやしゃくれあごのようなフロントバンパーは先代から継承されており、フローティングルーフの採用によってよりスポーティさに磨きをかけた。ボディカラーはNDE所属のカラーマネージャー、レスリー・バズビーとカラー、マテリアル、フィニッシュデザイナーのカリーヌ・ジアケッティによってジュークのデザインを引き立てるものが選出され、新色の「フジサンセット」を含む11色を設定する。ジューク ハイブリッドには、「HYBRID」バッジがフロントドアとテールゲートに装着される。また、ジューク ハイブリッドのグリルは、メッシュ状のデザインとなり、空力効率を最適化するために開口部が小さくなったが、これはハイブリッドパワートレインの冷却要件が低いおかげで実現した。また、バンパー下のボディワークにも改良を加えてエアフローを改善し、ハイブリッド車ならではのラジエーターグリルシャッターを追加した。これによって冷却の必要性に応じてエアフローを自動調整し、空気抵抗を可能な限り低減した。
内装は後席のニースペースを58mm、ヘッドルームを11mm広げ、ラゲッジルームの容量も20%アップ。センターディスプレイのフローティング、マルチファンクションステアリングホイール、センターコンソールのボタン数の削減など、まったく新しいダッシュボードレイアウトを採用している。ダッシュボードやドアトリムには柔らかい素材が用いられ、シートはアルカンターラやレザーがオプション設定された。

### 安全装備
高速道路などの単一車線における運転支援技術「プロパイロット」が搭載されたほか、初代モデルの日本仕様車で採用された歩行者や自転車の認識にも対応する「インテリジェント エマージェンシーブレーキ」をはじめ、標識検知機能、「インテリジェントLI（車線逸脱防止支援システム）」、RCTA（後退時車両検知警報）、BSW（後側方車両検知警報）などの安全装備も多数搭載された。

### インフォテインメントシステム
新たに搭載された「Nissan Connect インフォテインメントシステム」はApple CarPlayやAndroid Autoに対応し、スマートフォン内のアプリを8インチのタッチスクリーン上に表示させることが可能なほか、車載Wi-Fi機能によりパソコンやタブレット端末の接続も可能。「NissanConnect Servicesアプリ」との連携により、スマートフォン上で車両のドアロック状況の確認やドアの開錠・施錠を行うことが可能なほか、タイヤの空気圧やエンジンオイルのレベルの確認も可能。音響面ではヘッドレストを含む8個のスピーカーで構成された「BOSE Personal Plusサウンドシステム」が採用された。

### 年表
- 2019年
  - 9月3日 - ロンドン、パリ、ミラノ、バルセロナ、ケルンの5都市で同時に2代目モデルが発表された[70]。また、ボディやルーフカラーの組み合わせ、インテリアカラー、バンパーやサイドシル、19インチアルミホイールなどから選択する「Nデザイングレードパッケージ」が設定された[70]。英国・サンダーランド工場で生産され、11月末から欧州市場への供給が開始された[76]。
  - 12月18日 - ユーロNCAPから最高ランクである5つ星の評価を受けた。大人用保護で94%、子供用乗員保護で85%を獲得した[77]。
- 2020年
  - 6月 - オーストラリアで2代目の販売を開始。トランスミッションは7速DCTのみ。ST・ST+・ST-L・Tiの4グレード展開であるが[78]、車体後部のグレードバッジ添付は廃止された。先代はライトスイッチが左側、ワイパースイッチが右側(ISO規格)であったが、2代目は入れ替えられて日本国内等と共通の配置に変更されており、リアフォグランプは未装着。
  - 11月19日 - 台湾で正式リリース。英国仕様と同様の仕様である[79]。
- 2022年
  - 2月28日 - 「ジューク ハイブリッド」を発表[74]。
  - 10月18日 - インドで初公開[80]。
- 2023年11月24日 - 日産の経営計画「Nissan Ambition 2030」内の重要プロジェクト「EV36Zero」に基づいて、英国で主力となっているキャシュカイと次期型リーフと共に将来のEV化を決定した[81]。
- 2024年 - マイナーチェンジが実施され、タッチスクリーンが12.3インチに大型化されたり、その下のエアコン吹き出し口が丸型から横型に変更された。

## 車名の由来
車名のジュークは英語で「（アメリカンフットボールなどにおいてディフェンスを）軽快にかわす」という意味であり、機敏さや前向きさという意味が込められている。
かつて、K11型マーチのカスタマイズモデルの名称として「ジューク」が存在していたが、こちらはダンスホールで若者を魅了した「ジュークボックス（Jukebox）」にちなむもので、由来は全く異なるが名前に込めた意味合いはどちらとも似通っている。

## 競技・改造車両
コンパクトSUVながら、ベースとしてハイパフォーマンス仕様のグレードをラインナップに持つジュークは、競技や改造で用いられることもしばしある。
2012〜2016年のダカール・ラリーやシルクウェイ・ラリーに、ジュークのデザインをベースとした二輪駆動バギーカーが参戦。280馬力の2.0L直列4気筒ディーゼルターボエンジンをミッドシップに搭載する。1980年代からフランスの日産法人と提携しての参戦や、日産のクロスカントリーカーの車両製作・供給も行っていた、老舗のチーム・ドスードが開発。2013年ダカールは後にチームランドクルーザーのレギュラーとなるクリスチャン・ラビエル/ジャン・ミッシェル・ポラト組もドライブし、総合17位で完走している。
2022年には、ダットサン・240Z（フェアレディZ）がサファリ・ラリーを制覇して50周年となることを記念し、日産欧州法人が同車をモチーフとした、「ジューク・ハイブリッド・ラリー・トリビュート」を公開した。ワンオフ製作ながらロールケージや競技用シート、大径化したタイヤとラリー専用サスペンションを備えた本格的なモデルで、これを用いてのダカール参戦も噂されたが、実際には競技に出ずにプロモーションで終わっている。

### グッドウッドにおける記録
カースタントドライバーのテリー・グラントは、グッドウッド・フェスティバル・オブ・スピードで二輪走行による最速記録にジュークを用いて挑戦。2011年に2分55秒を記録すると、2015年にNISMO RSで45秒も縮めて2分10秒に更新した。これは当時の片輪走行の新記録を樹立したことになる。